# Duroniella angustata
Duroniella angustata är en insektsart som beskrevs av Leo L. Mishchenko 1951. Duroniella angustata ingår i släktet Duroniella och familjen gräshoppor. Inga underarter finns listade i Catalogue of Life.